# Lepidocephalichthys manipurensis
Lepidocephalichthys manipurensis és una espècie de peix de la família dels cobítids i de l'ordre dels cipriniformes.

## Morfologia
- Els mascles poden assolir 56 cm de llargària total.
- Nombre de vèrtebres: 30-31.[4]

## Hàbitat
Viu en zones de clima tropical.

## Distribució geogràfica
Es troba a la frontera entre l'Índia (Manipur) i Myanmar.